# Remilly-sur-Tille
Remilly-sur-Tille és un municipi francès, situat al departament de la Costa d'Or i a la regió de Borgonya - Franc Comtat. L'any 2007 tenia 803 habitants.

## Demografia

### Població
El 2007 la població de fet de Remilly-sur-Tille era de 803 persones. Hi havia 265 famílies, de les quals 32 eren unipersonals (16 homes vivint sols i 16 dones vivint soles), 80 parelles sense fills, 137 parelles amb fills i 16 famílies monoparentals amb fills.
La població ha evolucionat segons el següent gràfic:
Habitants censats

### Habitatges
El 2007 hi havia 289 habitatges, 276 eren l'habitatge principal de la família, 4 eren segones residències i 9 estaven desocupats. 272 eren cases i 15 eren apartaments. Dels 276 habitatges principals, 246 estaven ocupats pels seus propietaris, 28 estaven llogats i ocupats pels llogaters i 2 estaven cedits a títol gratuït; 1 tenia una cambra, 7 en tenien dues, 23 en tenien tres, 57 en tenien quatre i 188 en tenien cinc o més. 217 habitatges disposaven pel capbaix d'una plaça de pàrquing. A 82 habitatges hi havia un automòbil i a 186 n'hi havia dos o més.

### Piràmide de població
La piràmide de població per edats i sexe el 2009 era:
| Homes | Edats   | Dones |
| ----- | ------- | ----- |
| 0     | 95 o +  | 0     |
| 4     | 90 a 94 | 0     |
| 0     | 85 a 89 | 4     |
| 4     | 80 a 84 | 8     |
| 4     | 75 a 79 | 8     |
| 12    | 70 a 74 | 8     |
| 20    | 65 a 69 | 16    |
| 0     | 60 a 64 | 4     |
| 16    | 55 a 59 | 20    |
| 24    | 50 a 54 | 24    |
| 28    | 45 a 49 | 20    |
| 44    | 40 a 44 | 48    |
| 24    | 35 a 39 | 20    |
| 28    | 30 a 34 | 40    |
| 20    | 25 a 29 | 8     |
| 20    | 20 a 24 | 16    |
| 40    | 15 a 19 | 32    |
| 44    | 10 a 14 | 20    |
| 28    | 5 a 9   | 20    |
| 40    | 0 a 4   | 12    |

## Economia
El 2007 la població en edat de treballar era de 544 persones, 430 eren actives i 114 eren inactives. De les 430 persones actives 408 estaven ocupades (219 homes i 189 dones) i 22 estaven aturades (12 homes i 10 dones). De les 114 persones inactives 38 estaven jubilades, 55 estaven estudiant i 21 estaven classificades com a «altres inactius».

### Ingressos
El 2009 a Remilly-sur-Tille hi havia 274 unitats fiscals que integraven 791,5 persones, la mediana anual d'ingressos fiscals per persona era de 22.625 €.

### Activitats econòmiques
Dels 16 establiments que hi havia el 2007, 1 era d'una empresa extractiva, 1 d'una empresa alimentària, 1 d'una empresa de fabricació d'altres productes industrials, 5 d'empreses de construcció, 1 d'una empresa de comerç i reparació d'automòbils, 2 d'empreses de transport, 1 d'una empresa d'hostatgeria i restauració, 1 d'una empresa financera, 1 d'una empresa de serveis i 2 d'entitats de l'administració pública.
Dels 4 establiments de servei als particulars que hi havia el 2009, 1 era un paleta, 1 guixaire pintor, 1 lampisteria i 1 electricista.
L'únic establiment comercial que hi havia el 2009 era una fleca.
L'any 2000 a Remilly-sur-Tille hi havia 15 explotacions agrícoles que ocupaven un total de 924 hectàrees.

## Equipaments sanitaris i escolars
El 2009 hi havia una escola elemental integrada dins d'un grup escolar amb les comunes properes formant una escola dispersa.

## Poblacions més properes
El següent diagrama mostra les poblacions més properes.